# Đường sắt Uzbekistan

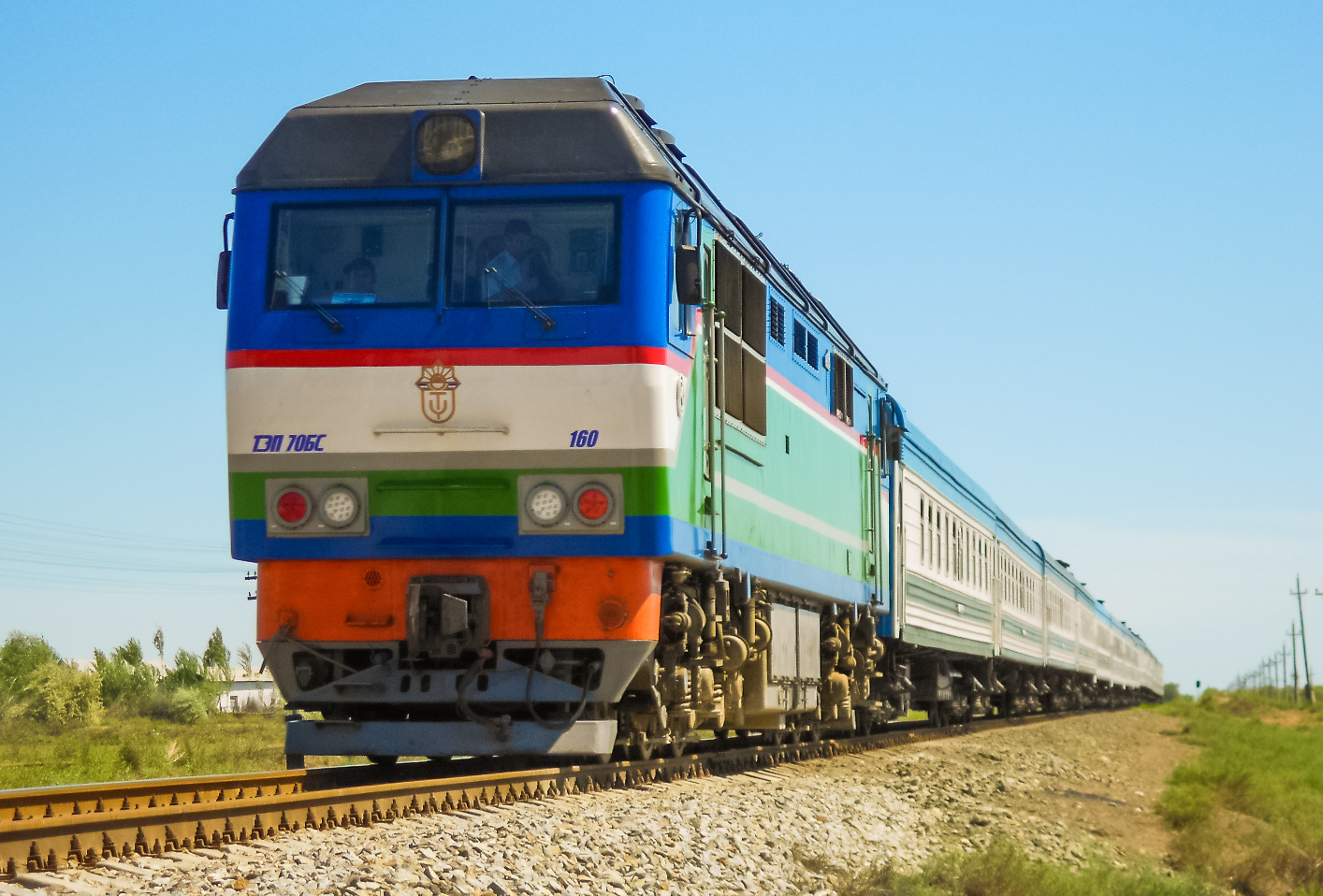
Một đoàn tàu khách thuộc sở hữu của Công ty Đường sắt Uzbekistan

Đường sắt Uzbekistan (Tiếng Uzbek:Oʻzbekiston Temir Yoʻllari) là một công ty dịch vụ đường sắt quốc gia của Uzbekistan. Công ty này sở hữu và có quyền vận hành tất cả các tuyến đường sắt tại Uzbekistan. Đây là một công ty cổ phần thuộc sở hữu của nhà nước thành lập vào năm 1994 để vận hành các tuyến đường sắt ở Uzbekistan. Vào tháng 3 năm 2017, tổng chiều dài các tuyến đường sắt thuộc sở hữu của Đường sắt Uzbekistan là 4,669 km, trong đó có 2,446 km đường sắt được điện khí hóa. Công ty có đội ngũ nhân viên là 54.700 người.